# Primo Zamparini
Primo Zamparini (* 9. Februar 1939 in Fabriano, Italien; † 21. August 2024) war ein italienischer Bantamgewichtsboxer.

## Amateur
Zamparini wurde 1960 und 1961 Italienischer Meister und gewann im selben Jahr bei den Olympischen Spielen in Rom die Silbermedaille im Bantamgewicht. Im Finale unterlag er dem sowjetischen Sportler Oleg Grigorjew.

## Profi
1961 wurde er Profi. Seine ersten fünfzehn Kämpfe beendete er ohne Niederlage (zwei Unentschieden). Von den restlichen dreizehn Begegnungen konnte er lediglich drei gewinnen. Vier Mal schaffte er ein Unentschieden, so auch im März 1963, als er um den italienischen Meistertitel im Bantamgewicht kämpfte. Bis auf drei Kämpfe Ende 1963 in Australien, kämpfte Zamparini ausschließlich in seiner Heimat. Die drei Auswärtskämpfe verlor er, unter anderem  gegen Oliver Taylor, der in Rom die Bronzemedaille im Bantamgewicht geholt hatte.